# Massarinaceae
Massarinaceae es una familia de hongos en el orden Pleosporales. Si bien los taxones poseen una distribución cosmopolita, prefieren las zonas templadas. Se cree que son saprofitos en madera y corteza; algunas especies son patógenos débiles.
En 2013, Quaedvlieg y colegas expandieron la familia con el género Stagonospora al presentar al tipo del género de hongo Stagonospora (Stagonospora paludosa) dentro de Massarinaceae y no en Phaeosphaeriaceae tal como se lo presentaba con anterioridad. Ello también hizo que el género Stagonospora previamente ubicado en Phaeosphaeriaceae incorporando varios patógenos importantes de los pastos (e.g. Stagonospora nodorum y S. avenae), fuera renombrado como Parastagonospora.